# Animaniacs
Animaniacs ist eine US-amerikanische Zeichentrickserie von Warner Bros. Television, die Steven Spielberg von 1993 bis 1998 produziert wurde und 2020–23 für zwei weitere Staffeln auf Hulu zurückkehrte. Die Erstausstrahlung der Originalserie war am 13. September 1993 auf Fox Kids, während die deutsche Erstausstrahlung am 28. August 1994 auf ProSieben war. Die Neuauflage wurde am 20. November 2020 auf Hulu veröffentlicht. 

## Inhalt
In erster Linie geht es um die durchgeknallten „Warner Brothers“ Yakko und Wakko Warner sowie die „Warner Schwester“ Dot, die von Zeichnern von Termite Terrace, ein Zeichentrickstudio in den Warner Bros. Studios,  erschaffen wurden. Nach kurzer Zeit wurden sie aber zu aufdringlich und nervig, weshalb sie in den berühmten (real existierenden) Warner Bros. Wasserturm gesperrt wurden, aus dem sie aber in jeder Folge ausbrechen.
Der Witz der Serie ist der Mix aus altertümlichen Zeichentrickfilmen mit viel Gewalt, Slapstick und zahlreichen Seitenhieben und Anspielungen auf die reale Popkultur. So ist ein zentrales Element der Serie die Parodie Hollywoods und des gesamten Filmgeschäfts. Ein weiterer Running-Gag der Serie ist, dass die Drei Warners viele Dinge ganz bewusst wörtlich nehmen, um das Gegenüber in den Wahnsinn zu treiben. Bei Animaniacs werden aber auch viele wissenswerte Lerninhalte in den Bereichen Geografie, Geschichte, Mathematik und Astronomie in Form von Songs vermittelt.
Die Serie besteht meist nicht aus einer einzigen Handlung mit den drei Hauptfiguren, sondern regelmäßig aus mehreren Minifolgen mit den jeweiligen Figuren wie zum Beispiel Folgen nur mit Yakko, Wakko und Dot oder Folgen mit Pinky und dem Brain. In manchen Folgen treten alle Figuren auf.

## Figuren
- Die Warner Brothers (und die Warner-Schwester) sind die in den 1930er-Jahren geschaffenen Hauptfiguren der Serie. Äußerlich ähneln sie Hunden und Katzen mit langen Ohren, einer Schnauze, Knopfaugen, einem schwarz-weißen Fell und einem Schwanz, jedoch wird in der ganzen Serie nie geklärt, um welche Spezies es sich wirklich handelt. Diese Frage taucht öfter als Running Gag auf. Es gibt in der Serie sogar ein Lied darüber, was für Tiere die Warners sein sollen. Meist werden sie von ihrer Umgebung einfach als Welpenkinder bezeichnet, sie selber bezeichnen sich meist nur als die „Warner Brothers“ und die „Warner-Schwester“.
  - Yakko (der Älteste) redet meistens schnell und ist meist auch der Wortführer, er ist smart und liebt Groucho Marx. Durch seine schnelle Sprechweise ist er in der Lage alle Länder der Welt in wenigen Minuten oder alle Wörter eines Wörterbuches mit Reimen aufzusingen. Er und sein Bruder Wakko reagieren übertrieben auf attraktive Frauen, indem sie auf die hübschen Frauen springen, sie beküssen und laut „Hallooooo, Schwester“ rufen. Seine Lieblingsschauspielerin ist Michelle Pfeiffer. Yakko trägt eine braune Hose mit einem schwarzen Gürtel. Er ist Linkshänder. Sein Name leitet sich vom englischen to yak ab, was „quasseln“ bedeutet.
  - Wakko (der Mittlere) hat eine Zunge, die häufig heraushängt, und er hat immer einen großen Appetit auf jede Art von Fressen. Er verspeist zum Teil sogar Stühle und Tische. Wakko scheint auch der gewalttätigste des Trios zu sein, nicht selten schlägt er den einen oder anderen Charakter mit einem übergroßen Holzhammer oder einem Amboss platt. Er hat eine furchtbare Angst vor Clowns. In Notfällen hat er immer einen großen Sack dabei, in dem mehr oder weniger nutzvolle Ausrüstungsgegenstände versteckt sind, um sich aus einer gefährlichen Situation zu retten. Er trägt eine rote Baseballkappe (die er so gut wie immer trägt) und einen hellblauen Rollkragenpullover. Sein Name leitet sich vom englischen wacky ab, was „bekloppt“ oder „verrückt“ bedeutet, und von wacko „Spinner, Verrückter, komischer Kauz“.
  - Dot (die Jüngste) ist süß und frech und legt großen Wert auf ihr Aussehen. Sie benutzt ihre augenscheinlich kindliche Unschuld, um ihr Umfeld zu manipulieren. Dots voller Name lautet: „Prinzessin Angelina Contessa Louisa Francesca Banana Fanna Bo Besca die Dritte“. Der Name ist eine Anspielung auf Pippi Langstrumpfs langen Namen. Dot hasst es, mit „Dottie“ angesprochen zu werden und droht jedem, der sie so nennt, mit dem Tode. Dot hat ein Monster als Haustier, das in einer kleinen Schachtel versteckt ist. Sie schämt sich zwar, wenn ihre zwei Brüder Frauen anmachen, jedoch benimmt sich Dot genau so, wenn sie einen schönen Mann sieht. Sie trägt einen pinken Rock und hat eine gelbe Blume um ihre langen Ohren gebunden. Der öfter vorkommende Ruf „Hallooooo, Schwester“ ihrer Brüder nervt sie sehr.
- Doktor Otto Freudlos (Scratchansniff) ist ein österreichischer Psychiater, der die Warners zu behandeln versucht. Er hat eine Glatze, obwohl er in der ersten Folge noch lange weiße Haare hatte, die er sich aber aus Wut auf die nervigen Warner-Geschwister alle selber ausriss. Im Original spricht er mit starkem deutschen Akzent teils auch mit deutschen Wörtern, in der deutschsprachigen Synchronfassung spricht er mit einem österreichischen Dialekt (Anspielung auf Sigmund Freud). Er ist auch eine Art Vaterfigur für Yakko, Wakko und Dot.
- Die Krankenschwester („Hallo, Schwester!“) ist die blonde attraktive Gehilfin von Doktor Freudlos. Ihr richtiger Name wird nie genannt. Im englischsprachigen Original entspricht der Ausruf („HellooOoo Nurse!!“), den die Warner-Brüder meist von sich geben, wenn sie die Krankenschwester treffen (eine Anspielung an eine weitverbreiteten Ausruf aus der Hochzeit des Vaudevilles zur Begrüßung von attraktiven weiblichen Figuren auf der Bühne), zugleich ihrem tatsächlichen Namen (Vorname „Hello“, Nachname „Nurse“).
- Mr. Thaddäus Plotz ist der Leiter der Warner Brothers Studios. Er hasst die Warners, aber in Zeiten der Not bittet er um ihre Hilfe.
- Ralph ist der unintelligente Wachmann der Warner-Studios, dessen Job es ist, die Warners wieder einzufangen. Er tauchte schon vorher bei den Tiny Toon Abenteuern als Wachmann auf. Er ist sehr naiv und gutmütig und lässt sich von den Warners leicht über die Ohren hauen.
- Fräulein Eisbein (Ms. Flamiel) ist die leicht frustrierte Lehrerin der Warners. Sie versucht mit Disziplin und Strenge den Warners etwas beizubringen, was jedoch fast immer schiefläuft.
- Dots Haustier ist eine monströse Kreatur, die sie in ihrer Tasche hält (sieht jedes Mal anders aus).
- Pinky und der Brain sind zwei weiße Labormäuse, die versuchen die Weltherrschaft an sich zu reißen, was aber immer schiefgeht. Brain ist das Genie mit Hang zum Größenwahn. Pinky dagegen ist unintelligent, kindisch und verspielt und nur begrenzt an Brains Plänen interessiert. Er benutzt sehr oft erfundene sinnlose Wörter wie „Narf!“, „Zort!“, „Troz!“, „Fjord!“, „Horch!“ und „Poit!“. Die beiden wurden schnell beliebt und bekamen parallel zu Animaniacs einen eigenen Ableger (Pinky und der Brain).
- Tante Slappy ist ein altes Eichhörnchen, das früher mal ein bekannter Cartoonstar war und meist mit Bomben ihre Rivalen bekämpft hat. Sie ist meist verbittert, schlecht gelaunt und will ihre Ruhe, kann ihre alten Gegenspieler wie Walter Wolf jedoch immer noch überlisten. Für ihren kleinen Neffen Skippy hat sie immer ein offenes Ohr. Ihr häufig wiederkehrender Spruch am Ende einer Episode lautet: „Na das nenn ich Komik“. Sie sitzt gern vor dem Fernseher, doch in der Episode „Eine flog über die Kuckucksuhr“ verliert sie nach einer Überdosis Talkshows den Verstand und wird in ein Pflegeheim eingewiesen. Als sie realisiert, dass sie ihren Neffen Skippy nie wieder sehen darf, findet sie ihren Verstand wieder, flüchtet aus dem Pflegeheim und befreit Skippy aus der Obhut des Jugendamtes.
- Skippy ist Slappys junger Neffe, der sie bewundert und sie sehr liebt. Skippy wird als kleiner Junge dargestellt, legt aber auch schon schauspielerisches Talent an den Tag. Wenn er etwas für Kinder verstörendes sieht, oder eins auf die Rübe bekommt, fängt er meistens an zu heulen. Manchmal muss er auch Nüsse beschaffen.
- Walter Wolf ist Tante Slappys alter Gegenspieler, der sie immer noch fertig machen will, jedoch gehen seine Attacken gegen Slappy immer nach hinten los.
- Die Goodfeathers (Anspielung auf den Film Goodfellas) sind drei Tauben namens Bobby, Squit und Pesto, die sich immer streiten und prügeln. Ihr Chef, der „Pate“, ist eine ältere dickere Taube, die ein italienisches Kauderwelsch spricht (eine weitere Anspielung, aber auf den Film Der Pate).
- Rita ist eine singende Katze, die mit Runt immer unterwegs ist und zusammen mit dem Hund ein Zuhause sucht. Bei der Suche kommen die beiden aber auch manchmal in Schwierigkeiten. Rita sieht dem Kater Streuner (Furrball) aus Tiny Toon Abenteuer ähnlich.
- Runt ist ein unintelligenter, aber ziemlich kräftiger und dicker Hund, der Rita immer folgt und sie für einen Hund hält. Wenn Rita mal in Gefahr ist, greift er sofort ein. Er scheint Ritas Gesang zu mögen und gibt manchmal auch sein Ständchen dazu.
- Buttons ist ein heldenhafter Hund (wie Lassie), dessen Job es ist auf das Kleinkind Mindy aufzupassen, das sich oft in lebensgefährliche Situationen bringt. Er rettet Mindy zwar, tut sich jedoch dabei immer selbst weh.
- Chicken Boo ist ein riesiger Hahn, der sich immer als Mensch verkleidet, aber jedes Mal enttarnt und verjagt wird.
- Mr. Knochengesicht taucht in den Kurzepisoden Gute Idee – Schlechte Idee auf.
- Der Pantomime zeigt in kurzen Clips Pantomimenübungen mit einem meist schmerzhaften Ende für den Pantomimen.
- Katie Ka-Boom ist ein Teenager; sie explodiert immer dann, wenn sie sich – meist über unbedeutende Kleinigkeiten – aufregt.

## Synchronisation
Die deutschen Synchronarbeiten fanden bei der Interopa Film in Berlin statt. Frank Lenart schrieb die Dialogbücher, Frank Schaff führte die Dialogregie.
| Rolle              | Englische Sprecher | Deutscher Sprecher     |
| ------------------ | ------------------ | ---------------------- |
| Yakko Warner       | Rob Paulsen        | Frank Schaff           |
| Dr. Freudlos       | Rob Paulsen        | Uwe Paulsen            |
| Pinky              | Rob Paulsen        | Uwe Büschken           |
| Wakko Warner       | Jess Harnell       | Santiago Ziesmer       |
| Dot Warner         | Tress MacNeille    | Ranja Bonalana         |
| Mr. Thaddäus Plotz | Frank Welker       | Imo Heite              |
| Erzähler           | Frank Welker       | Manfred Lehmann        |
| Slappy             | Sherri Stoner      | Inken Sommer           |
| Katie Ka-Boom      | Laura Mooney       | Dorette Hugo           |
| Brain              | Maurice LaMarche   | Jan Spitzer            |
| Squit              | Maurice LaMarche   | Christian Toberentz    |
| Pesto              | Chick Vennera      | Hans-Jürgen Dittberner |

## Rezeption
Animaniacs erhielt bereits im Zuge der ersten Staffel einen Peabody Award und wurde über die Zeit mit insgesamt acht Emmys ausgezeichnet.

## Neuauflage 2020
Zwei neue Staffeln der Serie wurden im Januar 2018 vom Streaming-Anbieter Hulu angekündigt. Für diese wurde eine Partnerschaft mit Steven Spielberg und Warner Bros. Domestic Television Distribution verkündet.
Die erste Staffel mit 13 Episoden wurde nach Verzögerungen durch die COVID-19-Pandemie für den 20. November 2020 festgelegt. Die zweite Staffel mit weiteren 13 Episoden wurde für 2021 vorgemerkt. Am 12. und 21. Oktober veröffentlichte Hulu jeweils ein Promotions-Video, das den Animations-Stil zeigte und die Auftritte weiterer Charaktere bekannt gab.

## Sonstiges
Neben der Serie existiert auch ein Fernsehfilm der Animaniacs. Einige Nebencharaktere, beispielsweise Pinky und der Brain, erhielten später als Ableger eine eigene Serie. Die vielfachen Gesangseinlagen wurden auf drei Alben mit den Titeln Animaniacs, Yakko’s World und Variety Pack veröffentlicht.

## Videospiel
Aufgrund der Popularität der Serie wurden insgesamt neun Videospiele auf Basis der Animaniacs-Reihe für verschiedene Konsolen veröffentlicht. Die Liste enthält Titel wie: Animaniacs (1994), Animaniacs Game Pack! (1997), Animaniacs: Ten Pin Alley (1998), Animaniacs: A Gigantic Adventure (1999), Animaniacs: The Great Edgar Hunt (2005), Animaniacs: Lights, Camera, Action! (2005). Ein weiteres Spiel für den GameBoy Advance mit dem Titel Animaniacs: Hollywood Hypnotics wurde produziert, aber vor der Veröffentlichung abgebrochen.